# Nearretocera johnstoni
Nearretocera johnstoni är en stekelart som beskrevs av Girault 1913. Nearretocera johnstoni ingår i släktet Nearretocera och familjen bredlårsteklar. Inga underarter finns listade i Catalogue of Life.